# Filature Beer-Morel
La filature Beer-Morel est une filature située dans la commune d'Elbeuf, en France.

## Localisation
L'édifice est situé à Elbeuf, commune du département français de la Seine-Maritime, 63 rue Gynemer.

## Historique
L'édifice est daté de la fin du XVIIIe siècle et du début du XIXe siècle
L'édifice sert d'imprimerie à partir de 1922.
L'édifice est inscrit au titre des monuments historiques le 15 mars 1994.
Devenu dangereux, le bâtiment dédié à la filature est détruit à la fin des années 1990.